# Pietro d'Abano

Conciliator differentiarum philosophorum et precipue medicorum

Pietro d'Abano   (Abano Terme, c. 1250 - Roma, 1316) o Petrus de Apono, o Aponensis, va ser un metge, astròleg, professor i filòsof italià que va impartir càtedres a Pàdua. Va néixer a la localitat italiana de la qual pren el seu nom, ara Abano Terme. Va guanyar fama escrivint Conciliator Differentiarum, quae inter Philosophos et Medicos Versantur. Finalment va ser acusat d'heretgia i ateisme, i va arribar abans de la Inquisició. Va morir a la presó el 1315 (algunes fonts diuen que el 1316) abans del final del seu judici.

## Biografia
Va viure a Grècia durant un període abans de traslladar-se i començar els seus estudis durant molt de temps a Constantinoble (entre 1270 i 1290). Cap a l'any 1300 es va traslladar a París, on va ser ascendit als graus de doctor en filosofia i medicina, en la pràctica dels quals va tenir molt d'èxit, però els seus honoraris eren notablement elevats. A París va ser conegut com "el Gran Llombard". Després es va establir a Pàdua, on va adquirir gran reputació com a metge. A Pàdua es va fer amic d'un estudiós més gran Paolo Tosetti. També se li va atribuir un astròleg, se li va encarregar de practicar la màgia: les acusacions particulars són que va portar a la seva bossa, amb l'ajuda del diable, tots els diners que va pagar, i que posseïa la pedra filosofal.
La seva famosa obra Conciliator differentiarum, quæ inter philosophos et mèdics versantur, va ser un intent d'unificar la medicina àrab amb la filosofia especulativa grega, gaudint de gran influència fins ben entrat el segle xvi. El seu lideratge va marcar l'auge de la Universitat de Pàdua com el principal nucli de l'estudi mèdic de la regió. Es va encarregar d'introduir a Occident les idees del filòsof andalusí Averroes.
Va ser jutjat dues vegades per la Inquisició sobre acusacions de heretgia i nigromància. Se'l va absoldre en el primer judici, però se'l va declarar culpable en el segon després de la seva mort, a la presó. Els seus inquisidors, no obstant això, mai van poder trobar les seves restes, per cremar-les i espargir les seves cendres, ja que els seus lleials amics li van donar justa sepultura secreta.